# Lochmaeocles laticinctus
Lochmaeocles laticinctus är en skalbaggsart som beskrevs av Dillon 1946. Lochmaeocles laticinctus ingår i släktet Lochmaeocles och familjen långhorningar.
Artens utbredningsområde är Guatemala. Inga underarter finns listade i Catalogue of Life.